# Pedro Rodríguez Gómez
Pedro Rodríguez Gómez (1969- Madrid, 5 de julio de 2012) fue un periodista, realizador y productor de televisión español.

## Biografía
Nacido en el seno de una familia de periodistas, era hijo de Pedro Rodríguez García y Chari Gómez Miranda (conocida popularmente en televisión como Doña Adelaida) y hermano de la también periodista Belén Rodríguez.
Su trayectoria profesional estuvo muy vinculada al mundo de la televisión, con especial relación con la cadena Telecinco. Para esta emisora dirigió programas como Sex Academy o El Debate de Gran Hermano. Aunque también desarrolló iniciativas en otras cadenas, como la dirección del reality show Confianza ciega (2002) en Antena 3.
Fue director de contenidos de Zebra Producciones y desde 2009 dirigió Cuarzo Producciones, de Ana Rosa Quintana, a través de la que se vinculó con espacios como Secretos y mentiras, Aquí no hay playa o Cuarto milenio, así como la miniserie Carmina, estrenada en 2012. 
Falleció a causa de un infarto de miocardio.